# Dudley P. Allen
Dudley Peter Allen (Kinsman, 1852- Nueva York, 1915) fue un cirujano, profesor, escritor y mecenas de arte estadounidense.
Nació en una familia de médicos y se educó primero en el Oberlin College y luego en la Escuela de Medicina de Harvard, convirtiéndose en médico en 1879. Después de trabajar brevemente en el Hospital General de Massachusetts, se fue a Europa para asistir a conferencias y clínicas médicas y quirúrgicas en Berlín. Viena, Londres, París y otros centros médicos. En 1883 se instaló en Cleveland donde inició una carrera quirúrgica en el departamento de cirugía de la Western Reserve University, donde con el tiempo se convirtió en profesor de cirugía y cirugía clínica. También se unió al personal quirúrgico del Lakeside Hospital, donde finalmente se convirtió en cirujano jefe. Su práctica profesional creció rápidamente a grandes proporciones y con frecuencia fue llamado para operaciones o consultas a partes distantes del estado e incluso más allá. En 1892 se casó con la rica filántropa local Elisabeth Severance .
Escribió un capítulo en la Revista de Historia Occidental de 1887 en el que describía a su predecesor, el Dr. Horace A. Ackley, un hombre brillante de muchos talentos: "Sobre la organización de la Facultad de Medicina de Cleveland, fue nombrado presidente de cirugía , que ocupó hasta 1855 ". 
Ocupó muchos cargos honoríficos durante su vida. En un momento fue presidente de la Sociedad Médica del Estado de Ohio, y durante varios años fue secretario y finalmente presidente (1906-1907) de la Asociación Estadounidense de Cirugía. Por esta época fue elegido miembro honorario de la Academia de Cirugía de Filadelfia y más tarde se le concedió el título de LL. D. de su propio colegio (Oberlin). En 1910 renunció a sus cargos médicos y realizó una gira por el mundo con su esposa.
Fue un coleccionista de arte de pinturas y grabados, pero especialmente de antiguas porcelanas chinas. En este tema, se convirtió en un reconocido experto.] Su amplio interés también incluía la arquitectura, la horticultura y la música, y su conocimiento y juicio en estas especialidades fueron asombrosos en alguien cuya obra de vida se encontraba en otras direcciones. El Dr. Allen murió repentinamente de neumonía en la ciudad de Nueva York el miércoles 6 de enero de 1915.

## Legado
Después de su muerte, su viuda encargó varios edificios en su nombre; más notablemente la finca "Glen Allen" donde vivió el resto de su vida, la biblioteca médica local y el museo de arte de Oberlin. Mientras trabajaba en terminar su trabajo de expandir el hospital St. Luke, conoció y se casó con su segundo esposo, el Dr. Francis Fleury Prentiss, quien había asumido el cargo del Dr. Allen. Cuando el Dr. Prentiss murió, ella misma asumió el cargo.